# コビトイルカ
コビトイルカ（小人海豚、Sotalia fluviatilis）は、鯨偶蹄目ハクジラ亜目マイルカ科コビトイルカ属に属するイルカである。コビトイルカ属に属するのはコビトイルカ1種のみである。
アマゾン川や南アメリカ北部や東部の沿岸に生息する。
英名のTucuxi（「とぅくしー」と発音）は現地の言語であるトゥピ語（Tupian）のtuchuchi-anaに由来する。
生息域はアマゾンカワイルカ（アマゾンカワイルカ科）とほぼ同じであるが、遺伝子的には異なる。
身体的にはむしろハンドウイルカに似ており、マイルカ科に分類される。
コビトイルカ属はマイルカ科に属する属の一つ。コビトイルカ属はコビトイルカ1種のみで構成される。

## 身体
コビトイルカはハンドウイルカに似ていると表現されることが多いが、ハンドウイルカよりも小さい。コビトイルカのうち、河川に棲息する個体は150cm、海棲の個体は最大210cmであり、海棲の個体のほうが若干大きい。世界最小のイルカとして知られている。
背中および側面は明るい灰色あるいは青味がかった灰色である。腹側は明るい灰色で、河川に棲む個体ではピンクに近いこともある。
背びれは曲がっており、特に河川に棲む個体の場合に顕著である。イルカとしては標準的な長さの、はっきりした口吻を持つ。

## 分布
海棲の個体は、南アメリカの北部から東部の河口、入り江などの浅瀬に棲息する。目撃の例として、北限はニカラグア、南限は南ブラジルにおけるものが、それぞれ報告されている。
ホンジュラスにおける目撃例もある。
河川に関しては、支流を含むアマゾン川全域、ペルー、コロンビア南東部、エクアドル東部である。

## 行動
河川に棲む個体も、海棲の個体も、10頭から15頭程度の群を成して行動する。海棲の個体に関しては、30頭程度の群を成すこともある。密接に寄り添って団体で行動しているため、発達した社会構造を形成していると考えられる。水面でのジャンプ、宙返りなど活発に活動するが、人間の船には近寄って来ないことが多い。
他のカワイルカ類と一緒に餌を食べることがある。主な餌は様々な魚類である。
寿命は海棲の個体で30年程度、河川に生息する個体で35年程度と考えられている。

## 保護、人間との関わり
コビトイルカは上記の生息域の固有の種である。正確な生息数は不明であるが、生息域においては一般的によく見られる。主な捕食者はシャチやオオメジロザメである可能性はあるが、実際に捕食されるかどうかは確認されてはいない。
人間との関りで重要なものは、漁業用の魚網である。魚網による混獲のために死んでしまう個体が存在することはわかっているが、毎年何頭程度が死んでいるのかははっきり分かってはいない。アマゾン川流域においては、食料として、あるいはサメの餌として捕獲されることが知られている。海岸の近くにのみ棲息するために、金の採掘に伴う水銀による水の汚染も大きな懸念点である。
飼育は困難であることがわかっているが、数頭のコビトイルカがヨーロッパの水族館で飼育されている。